# Rautaletto (udde)
Rautaletto är en udde i Finland.   Den ligger i den ekonomiska regionen  Uleåborgs ekonomiska region  och landskapet Norra Österbotten, i den centrala delen av landet, 500 km norr om huvudstaden Helsingfors. Rautaletto ligger på ön Hailuoto.
Terrängen inåt land är mycket platt. Havet är nära Rautaletto söderut. Närmaste större samhälle är Siikajoki, 15,0 km söder om Rautaletto. 